# Sign of the Times (Harry Styles)
Sign of the Times is de debuutsingle van de Engelse zanger Harry Styles. Hij werd uitgebracht op 7 april 2017 en verscheen in mei 2017 op diens gelijknamige debuutalbum.

## Hitnoteringen

### Nederlandse Top 40
| Hitnotering: 22-04-2017 t/m 01-07-2017 | Hitnotering: 22-04-2017 t/m 01-07-2017 | Hitnotering: 22-04-2017 t/m 01-07-2017 | Hitnotering: 22-04-2017 t/m 01-07-2017 | Hitnotering: 22-04-2017 t/m 01-07-2017 | Hitnotering: 22-04-2017 t/m 01-07-2017 | Hitnotering: 22-04-2017 t/m 01-07-2017 | Hitnotering: 22-04-2017 t/m 01-07-2017 | Hitnotering: 22-04-2017 t/m 01-07-2017 | Hitnotering: 22-04-2017 t/m 01-07-2017 | Hitnotering: 22-04-2017 t/m 01-07-2017 | Hitnotering: 22-04-2017 t/m 01-07-2017 | Hitnotering: 22-04-2017 t/m 01-07-2017 |
| Week:                                  | 1                                      | 2                                      | 3                                      | 4                                      | 5                                      | 6                                      | 7                                      | 8                                      | 9                                      | 10                                     | 11                                     |                                        |
| -------------------------------------- | -------------------------------------- | -------------------------------------- | -------------------------------------- | -------------------------------------- | -------------------------------------- | -------------------------------------- | -------------------------------------- | -------------------------------------- | -------------------------------------- | -------------------------------------- | -------------------------------------- | -------------------------------------- |
| Positie:                               | 36                                     | 26                                     | 21                                     | 16                                     | 18                                     | 20                                     | 22                                     | 26                                     | 31                                     | 34                                     | 39                                     | uit                                    |

### Nederlandse Single Top 100
| Hitnotering: 15-04-2017 t/m 08-07-2017 | Hitnotering: 15-04-2017 t/m 08-07-2017 | Hitnotering: 15-04-2017 t/m 08-07-2017 | Hitnotering: 15-04-2017 t/m 08-07-2017 | Hitnotering: 15-04-2017 t/m 08-07-2017 | Hitnotering: 15-04-2017 t/m 08-07-2017 | Hitnotering: 15-04-2017 t/m 08-07-2017 | Hitnotering: 15-04-2017 t/m 08-07-2017 | Hitnotering: 15-04-2017 t/m 08-07-2017 | Hitnotering: 15-04-2017 t/m 08-07-2017 | Hitnotering: 15-04-2017 t/m 08-07-2017 | Hitnotering: 15-04-2017 t/m 08-07-2017 | Hitnotering: 15-04-2017 t/m 08-07-2017 | Hitnotering: 15-04-2017 t/m 08-07-2017 | Hitnotering: 15-04-2017 t/m 08-07-2017 |
| Week:                                  | 1                                      | 2                                      | 3                                      | 4                                      | 5                                      | 6                                      | 7                                      | 8                                      | 9                                      | 10                                     | 11                                     | 12                                     | 13                                     |                                        |
| -------------------------------------- | -------------------------------------- | -------------------------------------- | -------------------------------------- | -------------------------------------- | -------------------------------------- | -------------------------------------- | -------------------------------------- | -------------------------------------- | -------------------------------------- | -------------------------------------- | -------------------------------------- | -------------------------------------- | -------------------------------------- | -------------------------------------- |
| Positie:                               | 28                                     | 39                                     | 40                                     | 43                                     | 37                                     | 26                                     | 27                                     | 46                                     | 44                                     | 45                                     | 61                                     | 78                                     | 98                                     | uit                                    |

### Vlaamse Ultratop 50
| Hitnotering: 15-04-2017 t/m 16-09-2017 | Hitnotering: 15-04-2017 t/m 16-09-2017 | Hitnotering: 15-04-2017 t/m 16-09-2017 | Hitnotering: 15-04-2017 t/m 16-09-2017 | Hitnotering: 15-04-2017 t/m 16-09-2017 | Hitnotering: 15-04-2017 t/m 16-09-2017 | Hitnotering: 15-04-2017 t/m 16-09-2017 | Hitnotering: 15-04-2017 t/m 16-09-2017 | Hitnotering: 15-04-2017 t/m 16-09-2017 | Hitnotering: 15-04-2017 t/m 16-09-2017 | Hitnotering: 15-04-2017 t/m 16-09-2017 | Hitnotering: 15-04-2017 t/m 16-09-2017 | Hitnotering: 15-04-2017 t/m 16-09-2017 | Hitnotering: 15-04-2017 t/m 16-09-2017 | Hitnotering: 15-04-2017 t/m 16-09-2017 | Hitnotering: 15-04-2017 t/m 16-09-2017 | Hitnotering: 15-04-2017 t/m 16-09-2017 | Hitnotering: 15-04-2017 t/m 16-09-2017 | Hitnotering: 15-04-2017 t/m 16-09-2017 | Hitnotering: 15-04-2017 t/m 16-09-2017 | Hitnotering: 15-04-2017 t/m 16-09-2017 | Hitnotering: 15-04-2017 t/m 16-09-2017 |
| Week:                                  | 1                                      | 2                                      | 3                                      | 4                                      | 5                                      | 6                                      | 7                                      | 8                                      | 9                                      | 10                                     | 11                                     | 12                                     | 13                                     | 14                                     | 15                                     | 16                                     | 17                                     | 18                                     | 19                                     | 20                                     |                                        |
| -------------------------------------- | -------------------------------------- | -------------------------------------- | -------------------------------------- | -------------------------------------- | -------------------------------------- | -------------------------------------- | -------------------------------------- | -------------------------------------- | -------------------------------------- | -------------------------------------- | -------------------------------------- | -------------------------------------- | -------------------------------------- | -------------------------------------- | -------------------------------------- | -------------------------------------- | -------------------------------------- | -------------------------------------- | -------------------------------------- | -------------------------------------- | -------------------------------------- |
| Positie:                               | 47                                     | 20                                     | 25                                     | 25                                     | 22                                     | 14                                     | 11                                     | 18                                     | 9                                      | 8                                      | 9                                      | 11                                     | 11                                     | 12                                     | 21                                     | 14                                     | 19                                     | 19                                     | 16                                     | 18                                     |                                        |
| Week:                                  | 21                                     | 22                                     | 23                                     |                                        |                                        |                                        |                                        |                                        |                                        |                                        |                                        |                                        |                                        |                                        |                                        |                                        |                                        |                                        |                                        |                                        |                                        |
| Positie:                               | 29                                     | 30                                     | 43                                     | uit                                    |                                        |                                        |                                        |                                        |                                        |                                        |                                        |                                        |                                        |                                        |                                        |                                        |                                        |                                        |                                        |                                        |                                        |

### NPO Radio 2 Top 2000
| Nummer met noteringen in de NPO Radio 2 Top 2000 | '17 | '18 | '19 | '20 | '21 | '22 | '23 | '24 |
| ------------------------------------------------ | --- | --- | --- | --- | --- | --- | --- | --- |
| Sign of the Times                                | 925 | 579 | 555 | 210 | 234 | 126 | 115 | 125 |

1. ↑  Een vetgedrukt getal geeft de hoogste notering aan.
2. ↑  2017 was het eerste jaar met een notering voor dit nummer.

## Awards & Nominaties
| Jaar | Organisatie                            | Award                                         | Resultaat   |
| ---- | -------------------------------------- | --------------------------------------------- | ----------- |
| 2017 | MTV Video Music Award                  | MTV Video Music Award for Best Pop Video      | Genomineerd |
| 2017 | MTV Video Music Award                  | MTV Video Music Award for Best Visual Effects | Genomineerd |
| 2017 | Nickelodeon Brazil Kids' Choice Awards | Favorite International Hit                    | Genomineerd |
| 2017 | Nickelodeon Brazil Kids' Choice Awards | Favorite International Music Video            | Genomineerd |
| 2017 | Rockbjörnen                            | The year's foreign song                       | Genomineerd |
| 2017 | Teen Choice Awards                     | Male Artist                                   | Genomineerd |
| 2018 | BMI Pop Awards                         | Pop Award                                     | Gewonnen    |
| 2018 | Brit Awards                            | British Artist Video of the Year              | Gewonnen    |
| 2018 | iHeartRadio Music Awards               | Best Music Video                              | Gewonnen    |
| 2018 | Myx Music Awards                       | International Video of the Year               | Genomineerd |